# Peder Schade
Peder Schade (født 1641 i Roskilde, død 18. februar 1712 i København) var en dansk skolemand. Han var søn af rektor Hans Pedersen Kalundborg ogg far til diplomaten Hans Schade. 
Allerede i sit 4. år blev han sat i latinskolen og vandt i den grad høreren magister Gregers Mikkelsens yndest ved sit ypperlige nemme, at denne bad om, at drengen måtte følge med ham til Herlufsholm, da han 1654 selv var udnævnt til rektor der. I 4 år undervistes han på Herlufsholm, da faderen atter tog ham hjem til Roskilde. Han blev student 1660 og strax efter af faderen ansat som hører ved Roskilde Skole. I 1663 tiltrådte han en længere udenlandsrejse og var borte i 3 1/2 år, navnlig læggende sig efter lægevidenskab. Han opholdt sig i Leiden, Paris og i Italien; på hjemvejen besøgte han en stor del af Tysklands universiteter. Hans lyst stod til ganske at ofre sig for lægekunsten, men faderens indflydelse fik ham til atter at tage fat på skolegerningen. Straks efter sin hjemkomst 1666 blev han faderens vikar, og efter at han 1669 havde fået magistergraden, fik han kongelig stadfæstelse på vikariatet med successionsløfte. Ved sin faders død 1671 tiltrådte han rektorembedet, hvortil den gang endnu var knyttet værdigheden som kannik ved domkapitlet. Han var den sidste kannik i Roskilde. 
Da Roskilde Domkapitel blev ophævet, blev Schade 1682 – i forbindelse med rektorstillingen – lector theologiæ og notar i tamperretten, som behandlede ægteskabssager. Han var meget anset som skolemand og stod i omfattende brevveksling med udlandets lærde og statsmænd. Tillige dyrkede han ivrig musik og fremelskede den blandt skolens lærere og disciple. Han forstod fortræffelig at mele sin kage, således at han gentagne gange af kongen fik tildelt betydelige beneficier. Intet under derfor, at han levede i velstand og kunne efterlade betydelig formue. Da han 1703 fristede den store sorg ved sønnen Hans' drab, lod kongen for at vise sin deltagelse ham få løfte på, at sønnen Jesper Schade (født 1674, død 1726) skulle succedere ham i rektoratet. Under et ophold i København, hvorhen han var taget for tamperrettens skyld, døde han 1712. Schade var 2 gange gift: 1. (1669) med domprovst Trojels enke, Margrethe Bülche (død 1676), datter af præsident i København Peter Bülche; 2. (1678) med Karen Bartholin (død 1698), datter af rektor Albert Bartholin.